# Nicu Ceaușescu
Nicu Ceaușescu (Bucarest, Rumania; 1 de septiembre de 1951 - Viena, Austria; 26 de septiembre de 1996) fue un físico y político rumano, el menor de los hijos del presidente Nicolae Ceaușescu y de Elena Ceaușescu. Fue un colaborador cercano del régimen político de su padre, considerado en su momento el posible heredero del presidente.

## Vida durante el Comunismo

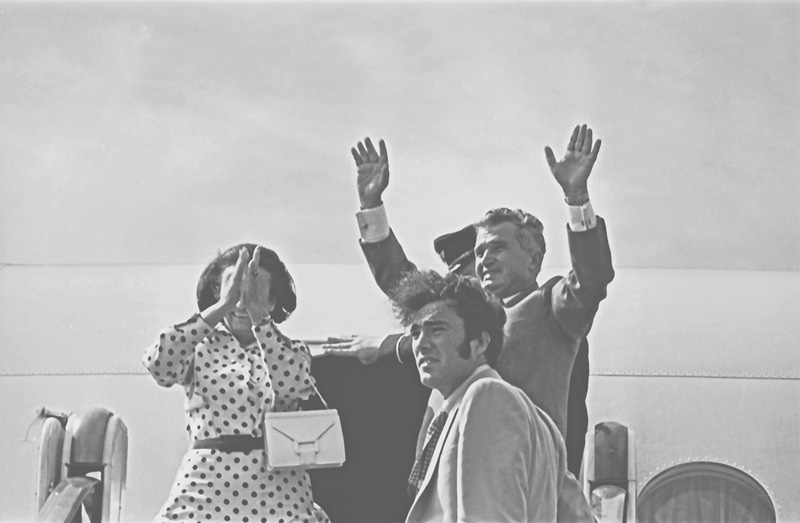
Ceaușescu con sus padres en el aeropuerto de Chisinau, 1976.

Según Ion Mihai Pacepa, Ceaușescu quería que Nicu se convirtiera en su Ministro de Relaciones Exteriores y para eso, instruyó a dos miembros de alto rango del Partido, Ștefan Andrei y Cornel Pacoste (a quienes consideraba brillantes intelectuales comunistas) para que se ocuparan de la educación de Nicu; Pacepa afirmó además que, a diferencia de sus hermanos mayores, a Nicu no le gustaba la escuela y supuestamente sus hermanos se burlaban de él por "nunca verlo sosteniendo un libro".
Se graduó del Liceul no. 24 (ahora llamado Jean Monnet High School) y luego estudió física en la Universidad de Bucarest. Estuvo involucrado en la Unión de la Juventud Comunista cuando era estudiante, convirtiéndose en su Primer Secretario y luego Ministro de Asuntos de la Juventud, siendo elegido miembro del Comité Central del Partido Comunista Rumano en 1982.
Como político, fue apadrinado por Ștefan Andrei, Ion Traian Ștefănescu y Cornel Pacoste. Hacia fines de la década de 1980, fue nombrado miembro del Comité Ejecutivo del Partido Comunista Rumano y en 1987 líder del condado de Sibiu, siendo preparado por sus padres para ser el sucesor de su padre.

## Vida y legado poscomunista
Desde la escuela secundaria, Nicu tenía fama de ser un gran bebedor. Ion Mihai Pacepa, quien desertó a los Estados Unidos en 1978, alegó que Nicu escandalizó a Bucarest siendo partícipe en accidentes de tránsito y objetivo de múltiples alegaciones de violacion. También supuestamente perdió grandes sumas de dinero en juegos de azar en todo el mundo. Latif Yahia — ex doble de cuerpo de Uday Hussein, hijo del presidente iraquí Saddam Hussein — afirmó que Nicu era un buen amigo de Uday, y los dos se visitaban en Suiza y Mónaco.
El documental Videograms of a Revolution lo muestra expuesto como preso en la televisión estatal el 22 de diciembre de 1989 tras ser detenido, al entrar en el estudio, Emil Cico Dumitrescu de las fuerzas navales Rumanas, afirma que Nicu Ceausescu se entregó, mientras que los que están presentes en el estudio afirman que tomó a niños como rehenes.
También fue arrestado en 1990 por malversación de fondos del gobierno bajo el régimen de su padre y fue sentenciado a 20 años de prisión. Liberado en noviembre de 1992 a causa de la cirrosis, murió a causa de la enfermedad cuatro años después, a los 45 años, en un hospital de Viena.